# Saint-Zacharie (Var)
Saint-Zacharie é uma comuna francesa na região administrativa da Provença-Alpes-Costa Azul, no departamento de Var. Estende-se por uma área de 27,02 km². Em 2010 a comuna tinha 6 075 habitantes (densidade: 224,8 hab./km²).